# Parque nacional Montes Narrien

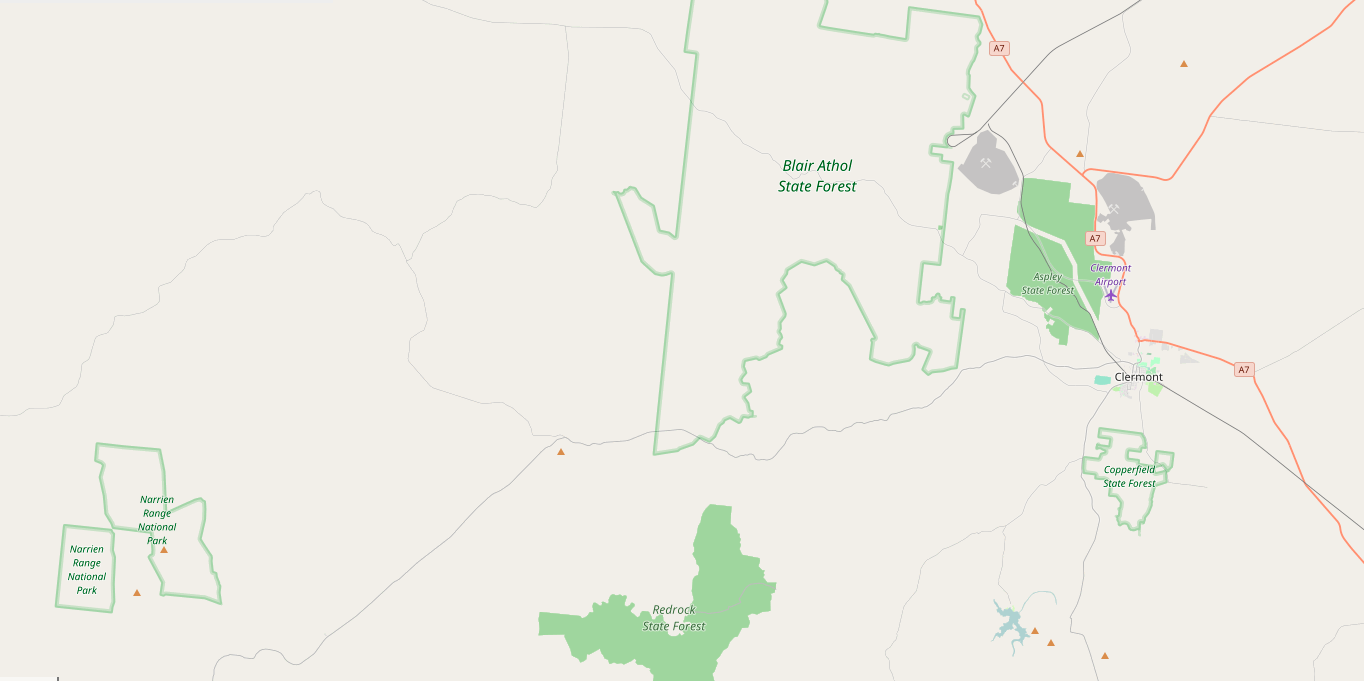
Ubicación del parque nacional Montes Narrien.

El Parque Nacional Montes Narrien es un parque nacional en Queensland (Australia), ubicado a 796 km al noroeste de Brisbane.

## Datos
- Área: 40 km²;
- Coordenadas: 22°53′53″S 146°56′27″E / -22.89806, 146.94083
- Fecha de Creación: 1991
- Administración: Servicio para la Vida Salvaje de Queensland
- Categoría IUCN: II